# 十事非法
十事非法（じゅうじのひほう）とは、釈迦仏の入滅の100年後に起こった事件である。仏教が根本分裂した原因といわれる。

## 概説
釈迦仏滅後における根本分裂の契機や内容は、南伝仏教と北伝仏教では差異があり、北伝では大天五事とするが、この十事非法は南伝の所説である。
南伝の『島史』（ディーパヴァンサ、diipavaMsa）、『大史』（マハーヴァンサ、mahaavaMsa）によると、ヴァイシャリー（ヴェーサリー）のヴァッジ族の比丘が唱えた十事の問題が分裂の原因という。
十事とは従来の戒律（教団の規則）を緩和した十の除外例であり、この中に「金銀を扱ってもよい」という条項が入っていた。ところが、実際に托鉢などに出ると食事だけでなく金銭を布施されることがあり、この布施を認めるかどうかが大きな問題となった。これを認める現実派は、多人数であったので「大衆部」と呼ばれ、この除外例を認めない厳格なグループは少人数で長老上座が多かったので「上座部」と名づけられた。上座部ではこの十事を非法と定めたことから、これを十事非法（じゅうじのひほう）という。

### 経緯
ヴァッジ族の比丘たちが、ヴェーサリーで在家信徒から金銀の布施を受けたが、それを耶舎（やしゃ、ヤサ・カーカンダカ・プッタ）という比丘が見て、それを非難したところ、逆にヴェーサリーの比丘たちから排斥された。それでヤサはアヴァンティ国など西方の比丘たちに援けを求め、一気に僧伽（そうぎゃ、サンガの音写、仏教教団のこと）に問題が広がり、保守的な立場と、進歩的な立場に分裂して激しい論争が行われるようになったという。

## 十事
すべてに「浄」の文字があるが、この「浄」は容認を意味する。
1. 塩浄（えんじょう） - 前日までに受けた塩を、後日使用するために備蓄してもよい
2. 二指浄（にしじょう） - 日時計の影が二指の幅まで推移する間は食事をとってもよい（これは非時食といって、正午を過ぎて食事をしてはならないという制戒を緩和することを意味する）
3. 聚落間浄（じゅらくけんじょう、随喜浄とも） - 一つの村落で食事した後に、他の村落に行って食事をしてもいい
4. 住処浄（じゅうしょじょう、道行浄とも） - 一定の場所で懺悔や反省、食事しなくても別の場所で行ってもよい
5. 随意浄（ずいいじょう、高声浄とも） - 比丘の人数が揃っていなくても事後承認で議決してもよい
6. 久住浄（くじゅうじょう、舊事浄） - サンガの行事・戒律を為すときに前人の先例に随ってやればよい
7. 生和合浄（しょうわごうじょう、酪漿浄とも） - 食事の後に乳酪をとってもよい
8. 水浄（すいじょう、治病浄とも） - 醗酵していない（すなわち酒になっていない）椰子の汁を飲んでもよい
9. 不益纓尼師檀浄（ふやくろにしだんじょう、坐具浄とも） - 縁（ふち・へり）をつけずに、好きな大きさで座具を用いてよい
10. 金銀浄（こんごんじょう、金宝浄とも） - 金銀や金銭の供養を受けてそれを受蓄してもよい

これらヴァッジ族の比丘の十事は、ヤサをはじめとする保守派の比丘たちに非法と断定された。なお、これはすべて戒律のことである。
この中で、最も問題とされたのは金銀の受蓄であるとされ、表面化するまでに問題視されていたといわれる。保守派とされる従来の比丘衆に対し、ヴァッジ族の比丘たちは地域の実情にあわせて戒律を緩めて解釈する立場であり、それが原因とされている。
この十事は非法とされるが、この決定に不満をもっていた比丘衆は次第にグループ化していくことになり、それが保守派といわれるテーラワーダ（上座部）とマハーサンギカ（大衆部）に分裂するきっかけとなったといわれる。
なお、根本分裂が起こった時期はアショーカ王の没後といわれる。